# John W. Foster
John Watson Foster (Petersburg, Indiana; 21 de marzo de 1836-Washington D. C. 15 de noviembre de 1917) fue un militar, político y periodista estadounidense.

## Biografía
Nació en Petersburg, Indiana, y se crio en Evansville. Se graduó de abogado y más tarde sirvió como general unionista en la guerra civil estadounidense. Después de la guerra, ejerció el periodismo, editando el Evansville Daily Journal de 1865 a 1869. Sucesivamente fue dirigente de la Embajada de Estados Unidos en México, (1873-1880) durante las presidencias de Sebastián Lerdo de Tejada y Porfirio Díaz. Más tarde fue ministro plenipotenciario en Rusia (1880-1881) y España (1883-1895). En 1892 y 1893 sirvió como jefe del Departamento de Estado de los Estados Unidos, bajo el mandato del presidente Benjamin Harrison. También colaboró en el reinado de la dinastía Qing, ayudando en la firma del Tratado de Shimonoseki, en 1895 como consultor legal y comisionado.
Entre sus nietos destacados se incluyen John Foster Dulles, quien también ocupó el cargo de secretario de Estado, Allen Welsh Dulles, un director de la CIA, Eleanor Lansing Dulles, economista y diplomática. También es el bisabuelo del teólogo católico y cardenal Avery Dulles.